# IC 208
IC 208 ist eine Spiralgalaxie vom Hubble-Typ SAbc im Sternbild Walfisch am Südsternhimmel in Face-on-Position und ist schätzungsweise 159 Millionen Lichtjahre von der Milchstraße entfernt. Die Entfernungsmessungen basierend auf den Radialgeschwindigkeiten stimmen nicht mit den rotverschiebungsunabhängigen Entfernungsschätzungen von 123 ± 2 Millionen Lichtjahren überein. Sie befindet sich in optischer Nähe zu NGC 825.

Das Objekt wurde am 3. Dezember 1888 vom französischen Astronomen Guillaume Bigourdan entdeckt.